# Кістковий мозок

Червоний кістковий мозок

Кісткови́й мо́зок (лат. medulla ossium) — м'яка тканина, що міститься у внутрішніх порожнинах кісток. У дорослої людини це основний орган, що здійснює гемопоез — процес утворення клітин крові. Маса кісткового мозку становить 4 % маси тіла, тобто близько 2,6 кг у дорослих.

## Анатомія

### Червоний кістковий мозок

Будова трубчастої кістки

У порожнинах і комірках кісткової тканини міститься кістковий мозок (medulla ossium). За структурними й функціональними особливостями його можна розділити на червоний кістковий мозок (medulla ossium rubra), що є джерелом кровотворення, і жовтий (medulla ossium flava), який є неактивною пухкою жировою тканиною.
Строма кісткового мозку утворена ретикулярною сполучною тканиною, в петлях якої містяться кровотворні елементи (червоний кістковий мозок) і жирові клітини (переважно жовтий кістковий мозок).
Тканина червоного кісткового мозку має густу мережу кровоносних судин із специфічними капілярами — синусоїдами. Вважають, що наявність синусоїдів, замкнених у щільних кісткових футлярах губчастої речовини кісткової тканини, та мала кількість венозних анастомозів сприяють сповільненню течії крові. Тканина червоного кісткового мозку має велику кількість нервових закінчень. Функцію гемопоезу регулює нервова система та різні гуморальні чинники (гормони гіпофіза, кори надниркових залоз тощо).
На функцію червоного кісткового мозку впливає секреція шлунка. Має також значення функціональний взаємозв'язок між червоним кістковим мозком і селезінкою.
Кістковий мозок розвивається з мезенхіми, яка проникає в кісткову тканину під час її розвитку. На час народження всі порожнини кісток заповнені червоним кістковим мозком. Починаючи з трьох років у червоному кістковому мозку збільшується кількість жирових клітин, а в сім років кістковий мозок діафізів усіх трубчастих кісток стає жовтим. У дорослих червоний кістковий мозок є головним чином у плоских (груднина, лопатка, кістки черепа та ін.), в губчастих коротких (хребці) та довгих (ребра) кістках. Джерела червоного кісткового мозку зберігаються в епіфізах стегнових, великогомілкових, плечових і деяких інших трубчастих кістках, а також у кістках таза.

## Типи кісткового мозку
Розрізняють два типи кісткового мозку: червоний кістковий мозок (складається в основному з мієлоїдної тканини) та жовтий кістковий мозок (складається головним чином з жирової тканини, яка й визначає його колір). Еритроцити, тромбоцити та більшість лейкоцитів утворюються в червоному кістковому мозку; частина лейкоцитів — у жовтому. Обидва типи кісткового мозку містять розгалужену систему капілярів.
У системі імуногенезу людини кістковий мозок вважається аналогом сумки Фабріціуса (клітинного скупчення в стінці клоачного відділу кишки птахів). Саме цим в імунології пояснюється термін «бурсозалежні лімфоцити», які розвиваються в кістковому мозку зі стовбурових клітин і диференціюються незалежно від тимуса. Кістковий мозок розміщується у вигляді шнурів циліндричної форми навколо артеріол, які є відгалуженнями артерій, що постачають кістки кров'ю. Шнури відокремлюються один від одного широкими гемокапілярами.

## Жовтий кістковий мозок
Жовтий кістковий мозок розташований у діафізах трубчастих кісток. До його складу входять численні жирові клітини, в цитоплазмі яких містяться пігменти типу ліпохромів, що надає кістковому мозку жовтого кольору. У нормі він не несе функції гемопоезу. Однак, при масивній крововтраті в ньому можуть з'являтися центри мієлопоезу завдяки диференціації стовбурових і напівстовбурових клітин, які потрапляють з крові.

## Червоний кістковий мозок
Формування червоного кісткового мозку (абр. ЧКМ) починається на другому місяці ембріонального розвитку в ключиці зародка. На 5-7 місяці ембріогенезу ЧКМ функціонує як основний кровотворний орган, при цьому в ньому переважають процеси еритропоезу. У дитячому віці ЧКМ заповнює діафізи та епіфізи трубчастих кісток, плоскі кістки. У 12-18 років ЧКМ у діафізах кісток заміщається на ЖоКМ.
ЧКМ має напіврідку консистенцію, на вигляд він темно-червоного кольору, розташований в епіфізах трубчастих кісток. Трабекули губчастих кісток, що відходять від ендосту, утворюють опору для ретикулярної строми, яка у свою чергу служить каркасом для гемопоетичних клітин еритроцитарного, гранулоцитарного, тромбоцитарного, моноцитарного та лімфоцитарного гістогенетичних рядів. Ретикулярна строма представлена ретикулярними клітинами з великою кількістю довгих відростків та ретикулярними волокнами, які беруть участь у формуванні мікрооточення для клітин, що дозрівають. Гемопоетичні клітини гістогенетичних рядів утворюють паренхіму ЧКМ та розташовуються у вигляді острівців.
Серед скупчення клітин еритроцитарного ряду присутні проеритробласти, базофільні, поліхроматофільні та оксифільні еритробласти. Серед клітин гранулоцитарного ряду: нейтрофільні, еозинофільні, базофільні мієлоцити, промієлоцити та метамієлоцити, які легко розпізнати за характерною специфічною зернистістю цитоплазми. Серед клітин тромбоцитарного ряду присутні мегакаріоцити та мегакаріобласти, які виділяються своїми гігантськими розмірами, багаточасточковим ядром і нерівними контурами. Вони, як правило, розміщуються у контакті зі стінкою синусоїдних гемокапілярів, що забезпечує надходження тромбоцитів безпосередньо у кров'яне річище. Важче виявити клітини моноцитарного та лімфоцитарного гістогенетичних рядів.
ЧКМ добре васкуляризований, він містить багато судин мікроциркуляторного русла. Серед них важливе значення мають синусоїдні капіляри, які забезпечують вибіркову міграцію зрілих формених елементів в крові в судинне русло. Гемокапіляри мають широкий діаметр просвіту і численні пори в судинній стінці.
Відносна кількість у ЧКМ зрілих клітинних елементів та таких, що дозрівають, кожного із джерел кровотворення є важливим показником гемопоезу. За фізіологічних умов із кісткового мозку в судинне русло потрапляють лише зрілі еритроцити та лейкоцити, а також незначна кількість стовбурових попередників, здатних переселятися в інші кровотворні органи, зокрема тимус. Поява незрілих клітин у циркулюючій периферичній крові є показником патологічного процесу.
Оскільки клітини ЧКМ різноманітніші, ніж формені елементи крові, кількісне співвідношення різних їх форм точніше показують стан організму, ніж розгорнута гемограма периферійної крові. Тому, в клінічній практиці для підтвердження діагнозу, використовують пунктати кісткового мозку з груднини, п'яткової кістки чи кісток таза.